# Stade Chaban-Delmas
Stade Chaban-Delmas je fotbalový a ragbyový stadion ve francouzském městě Bordeaux. Jeho kapacita je 34 462 míst a své zápasy tu nejčastěji hraje klub FC Girondins de Bordeaux.

## Historie
Stadion byl postaven roku 1924, roku 1935 byl přestavěn do podoby velodromu, aby mohl hostit mistrovství světa ve fotbale 1938. Jednalo se o první stadion na světě, který měl zastřešena všechna místa, aniž by byl v hledišti viditelný jediný sloup. Jelikož se ovšem stal kulturní památkou, je velmi složitá jeho rekonstrukce – stará střecha nepokrývá místa dostavěná roku 1984 namísto staré cyklistické dráhy.
Tunel, přivádějící hráče na hrací plochu je největší v Evropě – téměř 120 m.
Dnešní kapacita je 34 462 míst, nastavena byla podle regulí různých soutěží jež se zde odehrávají (jmenovitě mistrovství světa ve fotbale 1998). Díky mistrovství světa v ragby 2007 byly pak na stadion nainstalovány dvě obří obrazovky o ploše 37 m².
Stadion se až do roku 2001 jmenoval Stade du Parc Lescure, přejmenován byl na počest Jacquese Chaban-Delmase, jenž dělal starostu Bordeaux v letech 1947 až 1995.

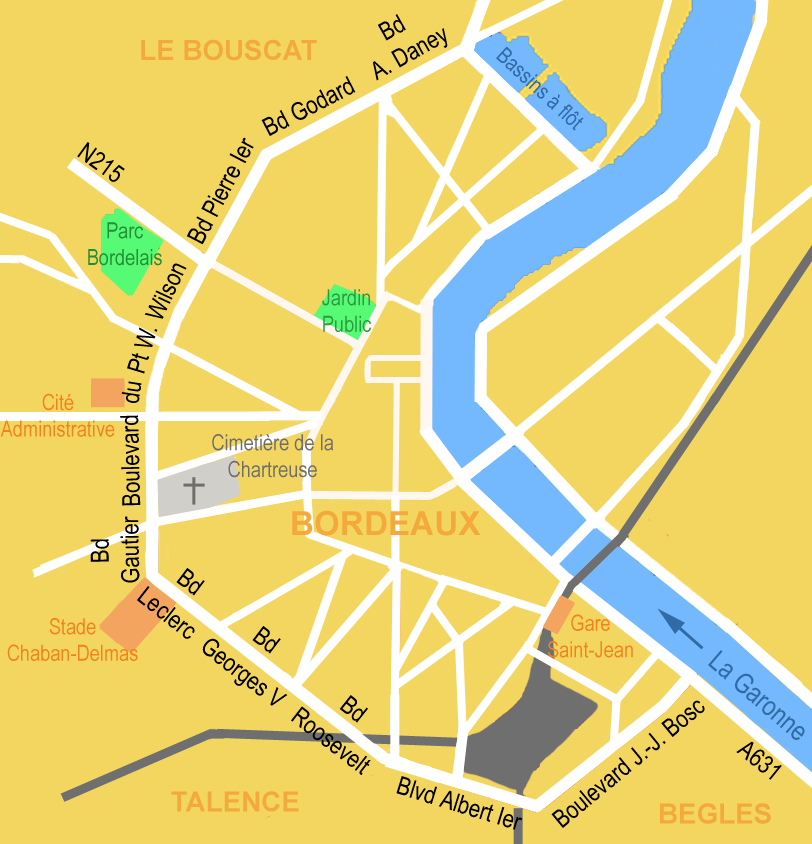
Mapka centra Bordeaux s umístěním stadionu

## MS ve fotbale 1998
Stadion hostil pět utkání ve skupině a jedno osmifinále MS ve Francii 1998 :
- Itálie 2-2  Chile

- Skotsko 1-1  Norsko

- Belgie 2-2  Mexiko

- Saúdská Arábie 2-2  JAR

- Argentina 1-0  Chorvatsko

- Rumunsko 0-1  Chorvatsko (osmifinále)

## MS v ragby 2007
Stadion hostil také čtyři skupinová utkání MS v ragby 2007 :
Skupina B
- Kanada 12-12  Japonsko

- Kanada 6-37  Austrálie

Skupina D
- Irsko 32-17  Namibie

- Irsko 14-10  Gruzie